# Claude de Baissac
Pour les articles homonymes, voir Baissac.
 (octobre 2018).
Claude de Baissac (1907-1974) fut, pendant la Seconde Guerre mondiale, un agent mauricien du Special Operations Executive (SOE). Il organisa en France l’important réseau de résistance SCIENTIST, dans le sud-ouest d'août 1942 à août 1943, et en Normandie de février 1944 à la Libération.

## Identités
- État civil : Claude Marie Marc de Boucherville Baissac
- Comme agent du SOE, section F :
  - Nom de guerre (field name) : « David » (première mission, en Aquitaine) ; « Denis » (deuxième mission, en Normandie).
  - Nom de code opérationnel : SCIENTIST (en français SAVANT)
  - Pseudo (à l'entraînement ?) : « Clément »[1]

Pour accéder à des photographies de Claude de Baissac, se reporter au paragraphe Sources et liens externes.

## Famille
- Son père : Marie Louis Marc de Boucherville Baissac.
- Sa mère : Marie Louise Jeannette Dupont.
- Sa sœur (aînée de deux ans) : Lise de Baissac. Elle fut également agent du SOE, dans le même réseau.
- Son frère (benjamin) : Jean Baissac, major de l'infanterie britannique.
- Sa première femme : Mary Katherine Herbert. Mariage le 11 novembre 1944, dissous en 1959. Elle fut également agent du SOE, dans le même réseau.
  - Leur fille : Claudine Pappe
- Sa deuxième femme : Colette Françoise Avril. Mariage le 9 novembre 1964 à Yaoundé.

## Biographie
1907. Le 28 février, naissance de Claude de Baissac à Curepipe (Maurice).
1942.
Première mission en France
- 30 juillet. Claude de Baissac « David », chef du réseau SCIENTIST et Harry Peulevé « Jean » son opérateur radio sont parachutés près de Nîmes depuis un bombardier Halifax. Ils viennent installer le nouveau réseau dans le sud-ouest. Malheureusement, ils sont largués trop bas et se blessent à l’arrivée : Claude de Baissac a une cheville cassée et Harry Peulevé, gravement atteint, doit rentrer en Angleterre.
- Pendant les mois qui suivent, de Baissac développe le réseau SCIENTIST dans la région de Bordeaux. Il reçoit du renfort : Roger Landes « Stanislas », son radio parachuté le 2 novembre ; Mary Herbert « Marie-Louise », son agent de liaison arrivé par felouque le 8 novembre. Certains groupes de résistance se concentrent sur l’attaque d’abris de sous-marins dans le port et d'autres opèrent dans la campagne landaise. Il travaille étroitement avec Francis Suttill et son réseau Prosper-PHYSICIAN à Paris.

1943.
- Janvier. France Antelme informe de Baissac de l'existence à Bordeaux d'une très forte organisation de résistance, dirigée par un certain André Grandclément, et fort désireuse de recevoir armes et matériel. Le contact est établi et l'entente vite réalisée. Grandclément apporte ses groupes et ses contacts avec l'OCM, et de Baissac les moyens.
- Mars. De Baissac rentre à Londres dans la nuit 17/18 par Lysander[2]. Il annonce à Londres qu’il dispose de 11 000 hommes.
- Avril. Ayant fait son rapport à Londres, de Baissac revient en France (parachutage le 14). L'appartement d'André Grandclément, cours de Verdun, devient un véritable salon où se retrouvent entre amis, pour parler de résistance, Claude et Lise de Baissac, Roger Landes, Jean Renaud-Dandicolle, Jouffrault père et fils, Charles Corbin, Roland Chazeau, Maleyran, Charles Hayes.
- Mai. Le 13, arrivée de Marcel Defence « Dédé », qui vient comme opérateur radio pour assister Roger Landes « Aristide ». Francis Suttill « Prosper » avertit de Baissac qu’il a l’impression qu’un membre de son réseau, Henri Déricourt, travaille pour les Allemands.
- Juin. Le jeudi 24, la Gestapo capture les dirigeants de Prosper-PHYSICIAN, Francis Suttill, Gilbert Norman et Andrée Borrel. Claude de Baissac lui-même échappe de justesse à l'arrestation : ne voyant pas apparaître Suttill au rendez-vous fixé à 10 h 30, il se rend à l'ancien domicile d'Andrée Borrel, 51, rue des Petites-Écuries. Heureusement, dès qu'elle l'aperçoit, la concierge montre le plafond en lui soufflant : « La Gestapo est là ! » Il n'a que le temps de déguerpir[3]. Dans les jours qui suivent, les Allemands arrêtent des centaines d’agents et de résistants du réseau Prosper-PHYSICIAN, dans la région parisienne, et des autres réseaux et groupes qui lui sont rattachés.
- Juillet. Le réseau SCIENTIST est entraîné dans la chute : les premières arrestations interviennent à la fin du mois. C'est aussi le début des graves difficultés pour le réseau de Grandclément en Aquitaine.
- Août. Dans la nuit du 16/17, de Baissac rentre en Angleterre par Lysander, avec sa sœur Lise et Nicolas Bodington. Roger Landes « Aristide » prend sa succession, qui durera jusqu'à fin novembre.

1944.
Deuxième mission en France
- Février. De Baissac retourne en France. Il est parachuté en Mayenne avec une équipe comprenant Lise de Baissac (sa sœur), Jean Renaud-Dandicolle « René » et son radio Maurice Larcher « Vladimir ». Sa nouvelle mission consiste à fédérer, armer et dynamiser les organisations de Résistance, dans une région s'étendant de Caen à Laval.

1945. De Baissac quitte le SOE et sert dans la commission de contrôle à Wuppertal.
1947. En juillet, fin de son activité dans la commission de contrôle.
1974. Il meurt le 22 décembre à Aix-en-Provence.

## Reconnaissance
Claude de Baissac a reçu les distinctions suivantes :
- Royaume-Uni
  - 11 novembre 1943 : DSO, pour son action à Bordeaux.
  - 28 février 1946 : une barre à sa DSO.
- France
  - 27 décembre 1945 : Croix de guerre 1939-1945 avec étoile d'argent.
  - 16 janvier 1946 : Chevalier de la Légion d'honneur avec palme à sa croix de guerre.